# 1999–2000-es angol labdarúgó-bajnokság (első osztály)
Az angol labdarúgó-bajnokság első osztályának 1999–2000-es kiírása volt a Premier League nyolcadik szezonja. A Manchester United nyerte a bajnoki címet története során tizenharmadik alkalommal. Az Arsenal végzett a második, míg a Leeds United a harmadik helyen.

## Feljutó csapatok
A Sunderland 105 ponttal nyerte meg a másodosztályt, a másodikként a Bradford City jutott fel, míg a rájátszást a Watford nyerte.

### Kieső csapatok
A szezon végén a Wimbledon, a Sheffield Wednesday és a Watford esett ki.

## Végeredmény
| #  | Csapat              | Mérk. | Gy | D  | V  | Rg | Kg | Gk  | Pont | Megjegyzés                                   |
| -- | ------------------- | ----- | -- | -- | -- | -- | -- | --- | ---- | -------------------------------------------- |
| 1  | Manchester United   | 38    | 28 | 7  | 3  | 97 | 45 | +52 | 91   | UEFA-bajnokok ligája (csoportkör)            |
| 2  | Arsenal             | 38    | 22 | 7  | 9  | 73 | 43 | +30 | 73   | UEFA-bajnokok ligája (csoportkör)            |
| 3  | Leeds United        | 38    | 21 | 6  | 11 | 58 | 43 | +15 | 69   | UEFA-bajnokok ligája (harmadik selejtezőkör) |
| 4  | Liverpool           | 38    | 19 | 10 | 9  | 51 | 30 | +21 | 67   | 2000–2001-es UEFA-kupa (első kör)1           |
| 5  | Chelsea             | 38    | 18 | 11 | 9  | 53 | 34 | +19 | 65   | 2000–2001-es UEFA-kupa (első kör)1           |
| 6  | Aston Villa         | 38    | 15 | 13 | 10 | 46 | 35 | +11 | 58   | 2000-es Intertotó-kupa (harmadik kör)        |
| 7  | Sunderland          | 38    | 16 | 10 | 12 | 57 | 56 | +1  | 58   |                                              |
| 8  | Leicester City      | 38    | 16 | 7  | 15 | 55 | 55 | 0   | 55   | 2000–2001-es UEFA-kupa (első kör)2           |
| 9  | West Ham United     | 38    | 15 | 10 | 13 | 52 | 53 | −1  | 55   |                                              |
| 10 | Tottenham Hotspur   | 38    | 15 | 8  | 15 | 57 | 49 | +8  | 53   |                                              |
| 11 | Newcastle United    | 38    | 14 | 10 | 14 | 63 | 54 | +9  | 52   |                                              |
| 12 | Middlesbrough       | 38    | 14 | 10 | 14 | 46 | 52 | −6  | 52   |                                              |
| 13 | Everton             | 38    | 12 | 14 | 12 | 59 | 49 | 10  | 50   |                                              |
| 14 | Coventry City       | 38    | 12 | 8  | 18 | 47 | 54 | −7  | 44   |                                              |
| 15 | Southampton         | 38    | 12 | 8  | 18 | 45 | 62 | −17 | 44   |                                              |
| 16 | Derby County        | 38    | 9  | 11 | 18 | 44 | 57 | −13 | 38   |                                              |
| 17 | Bradford City       | 38    | 9  | 9  | 20 | 38 | 68 | −30 | 36   | 2000-es Intertotó-kupa (második kör)         |
| 18 | Wimbledon           | 38    | 7  | 12 | 19 | 46 | 74 | −28 | 33   | Kiesett a másodosztályba                     |
| 19 | Sheffield Wednesday | 38    | 8  | 7  | 23 | 38 | 70 | −32 | 31   | Kiesett a másodosztályba                     |
| 20 | Watford             | 38    | 6  | 6  | 26 | 35 | 77 | −42 | 24   | Kiesett a másodosztályba                     |

# = Lejátszott mérkőzések; GY = Megnyert mérkőzés; D = Döntetlen mérkőzés; V = Elvesztett mérkőzés; RG = Rúgott gólok; KG = Kapott gólok; GK = Gól különbség; P = Pontok
1A Chelsea megnyerte az FA-kupát és ezzel kvalifikálta magát az UEFA-kupába
2A Leicester City megnyerte az Ligakupát és ezzel kvalifikálta magát az UEFA-kupába

## Góllövőlista
| Helyezés | Játékos         | Csapat            | Gólok |
| -------- | --------------- | ----------------- | ----- |
| 1        | Kevin Phillips  | Sunderland        | 30    |
| 2        | Alan Shearer    | Newcastle United  | 23    |
| 3        | Dwight Yorke    | Manchester United | 20    |
| 4        | Michael Bridges | Leeds United      | 19    |
| 4        | Andy Cole       | Manchester United | 19    |
| 6        | Thierry Henry   | Arsenal           | 17    |
| 7        | Paolo di Canio  | West Ham United   | 16    |
| 8        | Chris Armstrong | Tottenham Hotspur | 14    |
| 8        | Steffen Iversen | Tottenham Hotspur | 14    |
| 8        | Niall Quinn     | Sunderland        | 14    |

## Díjak

### Havi díjak
| Hónap      | A hónap edzője                     | A hónap játékosa                 |
| ---------- | ---------------------------------- | -------------------------------- |
| Augusztus  | Alex Ferguson (Manchester United)  | Robbie Keane (Coventry City)     |
| Szeptember | Walter Smith (Everton)             | Muzzy Izzet (Leicester City)     |
| Október    | Peter Reid (Sunderland)            | Kevin Phillips (Sunderland)      |
| November   | Martin O’Neill (Leicester City)    | Sami Hyypiä (Liverpool)          |
| December   | Gérard Houllier (Liverpool)        | Roy Keane (Manchester United)    |
| Január     | Danny Wilson (Sheffield Wednesday) | Gareth Southgate (Aston Villa)   |
| Február    | Bobby Robson (Newcastle United)    | Paul Merson (Aston Villa)        |
| Március    | Alex Ferguson (Manchester United)  | Dwight Yorke (Manchester United) |
| Április    | Alex Ferguson (Manchester United)  | Thierry Henry (Arsenal)          |